# 亞特蘭大妥協
亞特蘭大妥協（英語：Atlanta compromise），又被譯作《亞特蘭大種族和解聲明》是1895年由塔斯基吉學院主席布克·华盛顿、其他非裔美国人领导人和南方白人领导人达成的协议。它最初得到支持，后来遭到W·E·B·杜波依斯和其他非裔美国领导人的反对。
這份妥協方案于1895年9月18日在亚特兰大博览会演讲中宣布。妥协的主要提議者是塔斯基吉學院主席布克·华盛顿。华盛顿和亚特兰大妥协的支持者被称为“塔斯克吉机器”（Tuskegee Machine）。
該协议規定，南方黑人将工作并服从白人政治统治，而南方白人则保证黑人将接受基础教育和法律程序。黑人不会将他们的要求集中在平等、融合或正义上，而北方白人会为黑人教育慈善机构提供资金。该协议的基本要素是，黑人不会要求投票权、不会对种族主义行为进行报复，他们将容忍种族隔离和歧视；他们可以接受免费的基础教育，但這些教育仅限于职业或工业培训（如教师或护士），他們被禁止接受文科教育（例如，经典，人文，艺术或文学方面的大学教育）。

## 腳註
1. ↑  (Lewis 2009，第180–181頁)
2. ↑  (Croce 2001，第1–3頁)
3. ↑  Harlan, Louis R., , New York: Oxford University Press: 225, 1972, Let me heartily congratulate you upon your phenomenal success at Atlanta – it was a word fitly spoken.
4. ↑  (Lewis 2009，第180–181頁))
5. ↑  (Croce 2001，第1–3頁)
6. ↑  (Lewis 2009，第180–181頁)
7. ↑  (Croce 2001，第1–3頁)